# 左近允洋
左近允 洋（さこんじょう ひろし、1931年7月26日 - 2008年3月10日）は、日本の音響監督である。妻は声優の麻生美代子。グロービジョンに所属していた。

## 略歴
鹿児島県出身。山口県立山口高等学校（56期）、早稲田大学芸術科卒業。
高校時代は弁論部に所属していたが、風刺劇に出演したことがきっかけで演劇部の設立に参加し客員部員となる。
1955年、新演劇研究所に入所。1959年、劇団新演の創立に参加。劇団と並行して東京俳優生活協同組合に所属。
1964年1月、新演の活動状況に反対して退団。舞台演出の道を志したが仕事に恵まれず、その後音響演出に携わるようになり、アニメや数多くの外国TVドラマ吹替を演出。吹替の創生期から活躍するベテランであり、日本語版演出の草分けの一人であった。
1998年頃、体調を崩し第一線を退く。2005年には脳梗塞で倒れ、施設に入所していた。
2008年3月10日午後6時20分、偽膜性腸炎のため死去。76歳没。

## 人物・エピソード
代表作に『刑事コロンボ』シリーズの演出があり、日本語のドラマとして成立するように工夫を凝らしていた。
細かく真面目な性格で知られ、演出作は本番まで緻密な準備を行いギリギリまで妥協しなかったという。
収録当日も現場で台本を修正することが常だったといい、開始後は出演者に口頭で2時間ほどかけて修正部分を伝え、区切りや息継ぎを含む細かい演技指導をした後、最初から最後までぶっつけで録るという演出スタイルであった。また、この姿勢から左近允の台本は書込みでいつも真っ黒だったという逸話がある。
池田秀一によると、本番が始まるとキャストに注文をすることは一切無かったといい、「僕は役者さんを信じてる」「もしダメだったら二度と使わなければいいんだ」と話していたという。また、ある時に池田が「朝（当日）のホン直しに時間かけすぎだよ。時間がもったいないし、直すなら台本を刷る前にやってよ」と伝えたところ、「そんなことしたら、僕の存在感がなくなる」と冗談まじりで返されたという。
玄田哲章によれば、演出する作品は繰り返し観るため、収録時にはどの場面について訊いてもすぐ答えていたという。また、とある作品で起用された声優が『割り振られた役が自分には合ってないんではないか』という話をしたところ『僕はこの映画、100回は観てるんだよ!!』と一喝したことがあるという（が、この件は左近允側のミスだった）。三ツ矢雄二によれば「アフレコ時に『セリフが収まりきらないのでは』と弱音を吐くと『入ります』と自信を持って答えられた」とのこと。
演出作では起用するキャストを固定することがあり、常連出演者は「左近允組」などと呼ばれていた。一方で人から紹介された役者は拒まずに起用する一面もあった。
翻訳家の額田やえ子とは、『刑事コロンボ』をはじめ『ジェシカおばさんの事件簿』や『ブルース・ブラザース』、『ミッドナイト・ラン』など多くの作品でコンビを組んで仕事をしていた。額田は声優の持ち味を生かせるよう“アテ書き”も台本に仕組む緻密な台本作りを持ち味としていたが、左近允と組む際は現場での手直しを見越して敢えて翻訳を細かく作り込まない形で台本を仕上げる（場合によっては左近允が放送尺の都合でカットするシーンをあらかじめ予想して一部訳さずに原稿を渡すこともあった）など、彼の仕事に配慮を見せていた。
後輩で長らくアシスタントを務めた演出家の吉田啓介は「真面目な方で、演出もきっちりしてるんですよ」と話している。また、俳優の麦人は左近允を「頑固なほど真摯に仕事と取組む凛とした姿勢」「反骨の野武士」と語っている。
若い頃は大島渚と一緒に活動をした時期があり、大島が監督した『日本の夜と霧』では学生役で俳優として出演している。

## 参加作品
特記のないものに限り、アニメ作品は音響監督、吹き替え作品・舞台作品は演出としての参加。

### TVアニメ
1971年
- あしたのジョー

1971年
- さすらいの太陽

### 劇場アニメ
1981年
- キャプテン

1996年
- ブラック・ジャック 劇場版

### 吹き替え

#### 映画
- 荒鷲の要塞 ※日本テレビ旧録版
- アラン・ドロン/私刑警察 ※テレビ東京版
- アンドロメダ… ※テレビ朝日版
- エアポート'80 ※テレビ朝日版
- エイリアン・コップ ※テレビ朝日版
- エクスカリバー ※テレビ朝日版
- SOS北極... 赤いテント ※テレビ朝日版
- 風と共に去りぬ ※機内版
- カラーズ 天使の消えた街 ※テレビ朝日版
- カルテット ※テレビ東京版
- ケープ・フィアー ※テレビ朝日版
- 激走!5000キロ ※テレビ朝日版
- 激突! ※テレビ朝日版・日本テレビ版
- 氷の微笑 ※フジテレビ版
- コクーン ※テレビ朝日版
- ザ・プレイヤー ※テレビ朝日版
- サルサ/灼熱のふたり
- シャーロック・ホームズの素敵な挑戦 ※TBS版
- ジャッカルの日 ※テレビ朝日版
- シャドーチェイサー/地獄の殺戮アンドロイド ※フジテレビ版
- 新シャーロック・ホームズ おかしな弟の大冒険 ※テレビ朝日版
- スケアクロウ※テレビ朝日版
- スーパーコップ90 ※テレビ東京版
- ダーククリスタル ※フジテレビ版
- ディスクロージャー ※テレビ朝日版
- ドラキュラ ※テレビ朝日版
- トランザム7000VS激突パトカー軍団※テレビ朝日版
- ネバーセイ・ネバーアゲイン ※機内版
- ノー・マーシィ/非情の愛 ※テレビ朝日版
- ハード・ターゲット ※フジテレビ版
- 伯爵夫人 ※TBS版
- バック・トゥ・ザ・フューチャー ※フジテレビ版・テレビ朝日版
- バック・トゥ・ザ・フューチャー PART2 ※テレビ朝日版
- バック・トゥ・ザ・フューチャー PART3 ※テレビ朝日版
- 波止場 ※テレビ朝日版
- 針の眼 ※テレビ朝日版
- フランケンシュタイン ※テレビ朝日版
- ブルース・ブラザース ※フジテレビ旧録版
- プレデター ※フジテレビ版
- ベン・ハー ※日本テレビ新版
- マグダレーナ/『きよしこの夜』誕生秘話
- マッカーサー ※TBS版
- マッキントッシュの男 ※テレビ朝日版
- ミッドナイト・ラン ※テレビ朝日版
- ミニミニ大作戦
- 野望の階段I ※NHK版
- ヤングガン ※フジテレビ版
- ラスト・アクション・ヒーロー ※フジテレビ版
- ラビリンス/魔王の迷宮 ※フジテレビ版
- ランボー ※フジテレビ版
- ランボー/怒りの脱出 ※フジテレビ版
- リコシェ ※ビデオ版
- ワンス・アポン・ア・タイム・イン・アメリカ ※ビデオ版
- 幽霊道士
- ウェルカム・トゥ・サラエボ
- 九月になれば ※TBS版

#### ドラマ
- 鬼警部アイアンサイド
- 刑事コロンボ
- ジェシカおばさんの事件簿
- 0011ナポレオン・ソロ2 帰ってきたナポレオン・ソロ
- 特捜刑事マイアミ・バイス
- ドクタークイン 大西部の女医物語
- バークにまかせろ

### 舞台
1959年
- 流れ[19]

1959年
- 初恋（演出助手）[20]

1960年
- 余計者[19]
- 日本の夜と霧[21]

1962年
- 草むす屍[19]

### 出演

#### 舞台（出演）
- 楠三吉の青春（1961年、堀田）[22]

#### 映画（出演）
- 26人の逃亡者（1959年）[1]

#### テレビドラマ（出演）
- 波の塔（1961年）[1]